# Catharus gracilirostris
El zorzalito piquinegro o zorzal piquinegro (Catharus gracilirostris)
 es una especie de ave paseriforme
de la familia Turdidae nativa de las tierras altas de Costa Rica y el oeste de Panamá.

## Descripción
Es una especie de tamaño pequeño, mide entre 13,5 y 16 cm de longitud y pesa 21 g. Los adultos tienen el dorso marrón-oliva, una corona gris, las partes inferiores de color gris pálido, convirtiéndose en blanquecina en el vientre, y una banda oliva en el pecho. Su pico es negro. Las aves juveniles son más oscuras en la cabeza y partes inferiores, tiene una banda marrón en el pechon y el vientre está marcado con color marrón. Las aves en las montañas de Chiriquí en el oeste de Panamá son un poco más rojizas por encima y más pálido por debajo que la población costarricense.

## Subespecies
Se reconocen dos subespecies:
- C. g. accentor Bangs, 1902– oeste de Panamá.
- C. g. gracilirostris Salvin, 1865– Costa Rica.